# Radomír Šimůnek
Radomír Šimůnek, nacido el 8 de abril de 1962 en Pilsen y fallecido el 10 de agosto de 2010 en Kamenice, fue un ciclista checoo. Destacó en la modalidad de Ciclocrós siendo campeón mundial élite en 1991. 

## Palmarés

### Ciclocrós
| 1984 - Campeonato de la República Checa 1991 - Campeonato Mundial de Ciclocrós - Superprestigio de Ciclocrós - Campeonato de la República Checa 1992 - Superprestigio de Ciclocrós - Campeonato de la República Checa 1994 - Campeonato de la República Checa 1995 - Superprestigio de Ciclocrós - Campeonato de la República Checa | 1996 - 3.º en el Campeonato de la República Checa 1997 - Campeonato de la República Checa 1998 - Campeonato de la República Checa 1999 - 3.º en el Campeonato de la República Checa 2000 - 2.º en el Campeonato de la República Checa |